# Autorretrato (Mondrian, 1918)
Autorretrato (em holandês: Zelfportret) é uma pintura a óleo sobre tela realizada por pelo artista holandês Piet Mondrian em 1918, em estilo pós-impressionista, no seu período cubista (1917-1918).